# Remsede

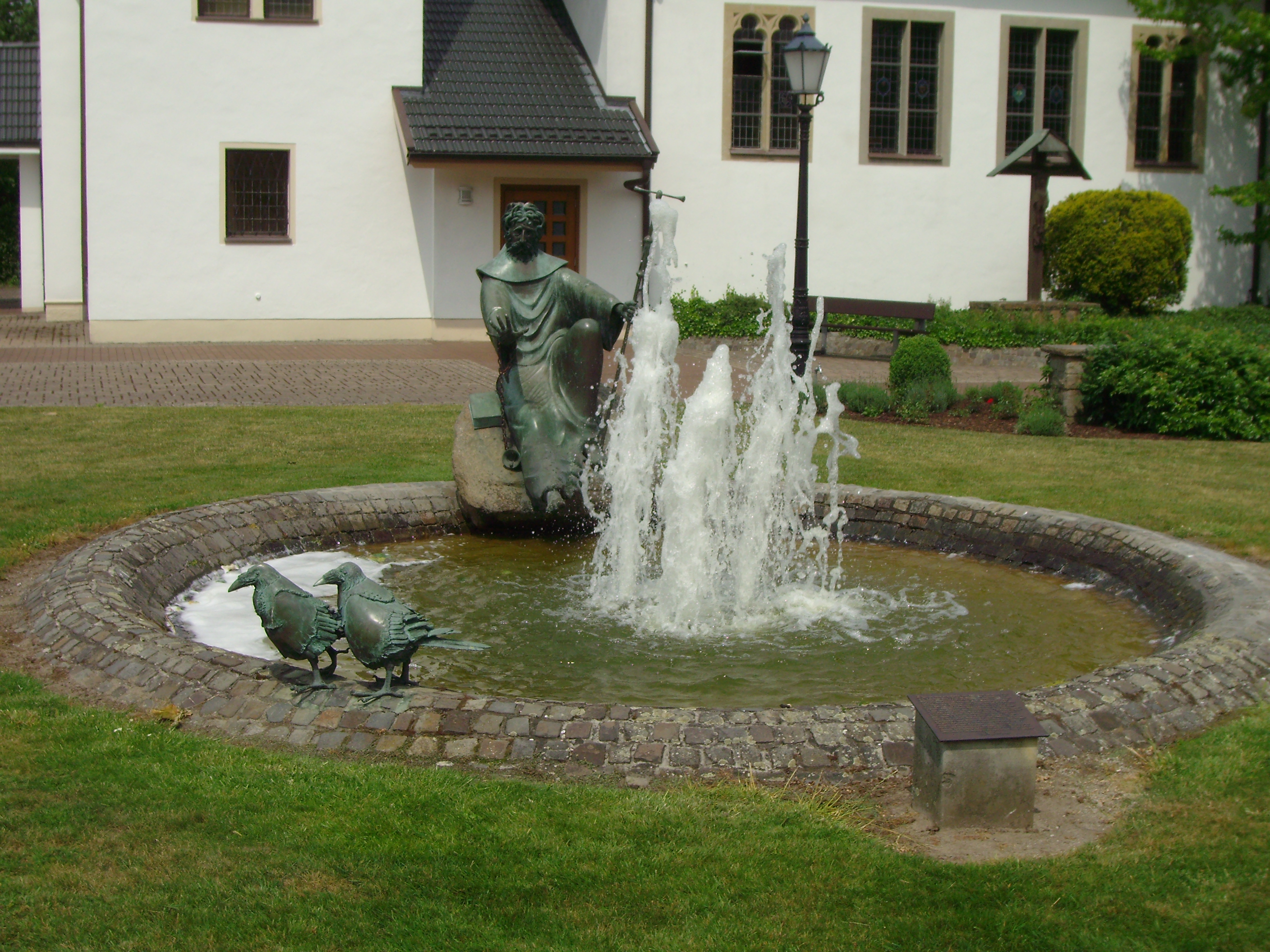
Der Hl. Antonius verweist die Raben des Ortes

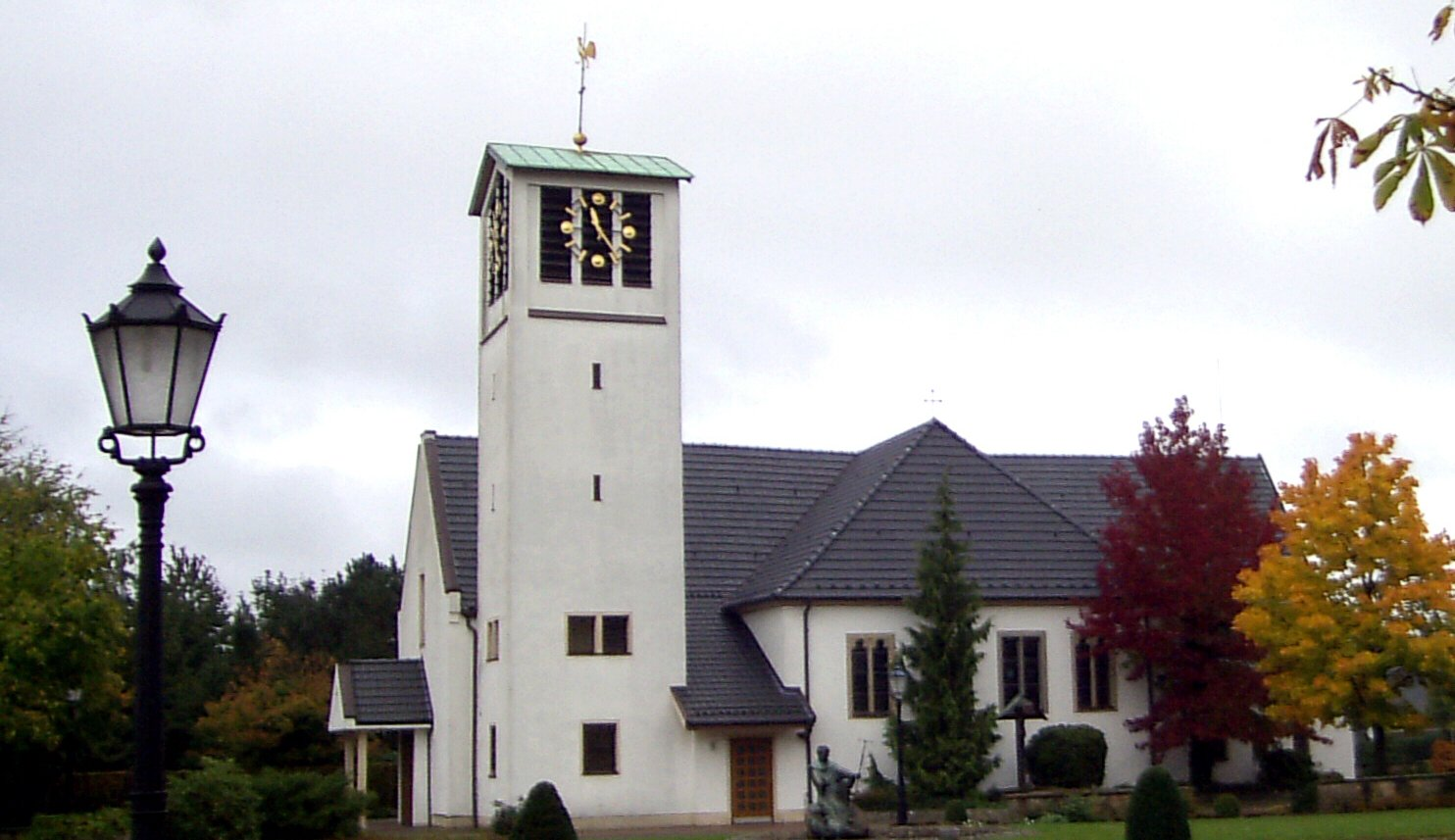
Kirche St. Antonius

Remsede ist ein Ortsteil der Gemeinde Bad Laer in Niedersachsen. Er hat 1149 Einwohner (Stand 2006; spätere Statistiken sind nicht vorhanden).

## Geografie
Westlich von Remsede fließt der Remseder Bach.

## Geschichte
Der Ort wurde um 1050 erstmals urkundlich erwähnt. Der Name stammt von dem germanischen Wort Hramasita, d. h. Rabenstätte. Es wird vermutet, dass dort in vorchristlicher Zeit ein Wodan-Heiligtum gelegen hat. Die ständigen Begleiter des Gottes Wodan waren die zwei Raben Hugin (Gedanke) und Munin (Erinnerung). Iroschottische Mönche missionierten die heidnischen Sachsen und gründeten die St. Antonius-Kirche. 
Der Ort entwickelte sich zu einem regional bekannten Wallfahrtsort und ist der älteste Wallfahrtsort des Bistums Osnabrück. Erst während der Reformationszeit kam die Wallfahrt nach Remsede zum Erliegen. In jüngster Zeit gibt es allerdings Bestrebungen die Remseder Wallfahrt wieder aufleben zu lassen.
Am 1. Oktober 2001 wurden Remsede und Hilter von einem Tornado heimgesucht, schon im August 2001 hatte im nahen Belm ein Tornado gewütet.

## Ortsrat
Der Ortsrat, der den Ortsteil Remsede vertritt, setzt sich aus fünf Mitgliedern zusammen. Die Ratsmitglieder werden durch eine Kommunalwahl für jeweils fünf Jahre gewählt. Die aktuelle Amtszeit begann am 1. November 2021 und endet am 31. Oktober 2026.
Bei der Kommunalwahl 2021 ergab sich folgende Sitzverteilung:
| Ortsrat 2021Insgesamt 5 Sitze - Grüne: 1 - CDU: 4 |